# Cheilitis granulomatosa
Die Cheilitis granulomatosa ist eine seltene Erkrankung mit hartnäckiger Schwellung der Lippen auf der Basis einer granulomatösen Entzündung.
Sie wird als Unterform der orofazialen Granulomatose angesehen.
Synonyme sind: Granulomatose orofaziale; OFG; Orofaziale Granulomatose; granulomatöse Makrocheilie; Miescher cheilitis; englisch granulomatous cheilitis
Die Erstbeschreibung stammt aus dem Jahre 1945 durch den schweizerischen Dermatologen Alfred Guido Miescher (1887–1961).

## Verbreitung
Die Häufigkeit wird mit 0,08 % angegeben.

## Ursache
Die Ursache ist nicht bekannt.
Die Erkrankung kann idiopathisch oder als Hauterscheinung bei einer granulomatösen Systemerkrankung wie Melkersson-Rosenthal-Syndrom, Sarkoidose oder Morbus Crohn (besonders bei Kindern) auftreten, aber wohl auch im Rahmen von Nahrungsmittelallergien.

## Klinische Erscheinungen
Klinische Kriterien sind:
- Manifestation meist zwischen dem 20. und 40. Lebensjahr, beide Geschlechter sind gleich häufig betroffen.

Es handelt sich um eine entstellende, zunächst wiederholt auftretende, dann persistierende granulombildende Schwellung der Lippen.

## Diagnose
Die Diagnose ergibt sich aus den klinischen Befunden.
Differentialdiagnostisch abzugrenzen sind:
- Quincke-Ödem
- Herpes simplex
- Sarkoidose
- Fremdkörpergranulome